# Nestor Duarte
Nestor Duarte Guimarães (Caetité, 3 de fevereiro de 1902 — Salvador, 25 de dezembro de 1970) foi um jurista, romancista e político brasileiro.
Autor de livros marcados pela visão crítica do povo sertanejo. Jurista, com obra centrada na visão sociológica do Direito.

## Biografia
Nascido na Bahia, era filho do magistrado Francisco Duarte Guimarães, e  Amélia  Dias Tavares Guimarães. Começou os estudos na cidade de Areia, que hoje tem o nome de Ubaíra. Continuou a aprendizagem no Ginásio Ipiranga, em Salvador, e estudou e bacharelou em direito na Faculdade de Direito da Bahia, no ano de 1924. Pouco tempo depois de se formar, se tornou delegado no Convênio Interestadual de Combate ao Banditismo na Bahia, Alagoas e Sergipe. Já em 1928, começou a lecionar psicologia e sociologia na Escola Normal da Bahia.

## Carreira política
Nestor Duarte iniciou a vida política ainda no governo Góes Calmon e, em 1929, foi eleito deputado estadual na Bahia. Após a Revolução de 1930, porém, os trabalhos legislativos foram interrompidos e Nestor perdeu o mandato. Até 1934, ele se dedicou à advocacia, período em que escreveu a obra "Direito: Noção e Norma" (1931).
Em 1934, se afiliou ao partido Liga de Ação Social e Política (LASP), que fazia oposição ao então governador da Bahia, Juraci Magalhães, e foi fundado dois anos antes por Otávio Mangabeira. Sob essa legenda, Nestor Duarte foi o deputado estadual mais votado e, como líder da bancada oposicionista, foi de grande importância nos trabalhos constituintes estaduais, que resultaram na publicação da nova Carta estadual em 22 de abril de 1935. Ele viria a perder o mandato mais uma vez em 1937 com o início do Estado Novo. Nessa época, chegou a ser preso e proibido e exercer militância política. Nessa época, escreveu sua segunda obra sobre o Direito, "A Ordem Privada e a Organização Política Nacional" (1939).
Em 1945, após a queda do Estado Novo de Getúlio Vargas, Nestor Duarte voltou a ser eleito, desta vez como deputado federal e participou dos trabalhos da Assembleia Constituinte de 1946 – 1947 como membro da coligação da Esquerda Democrática, formada por políticos com tendências predominantemente socialistas, e a União Democrática Nacional (UDN). Na ocasião, apresentou a proposta para Reforma Agrária. Passou a exercer o mandato ordinário em 1946 após a publicação da nova Carta, mas interrompeu o mandato entre 1947 e 1950 para assumir a função de secretário de Agricultura, Indústria e Comércio no governo de Otavio Mangabeira, na Bahia, ocasião em que fundou o Instituto Biológico da Bahia.
Nestor voltaria a ser eleito em mais dois pleitos: em 1950 na coligação Baiana, constituída pelo Partido Social Democrático (PSD), Partido de Representação Popular (PRP) e Partido Social Trabalhista (PST), e em 1954 pelo Partido Libertador (PL). No ano seguinte, se tornaria não apenas o vice-líder da legenda como o líder do bloco oposicionista ao governo de Juscelino Kubitschek. Foi também vice-líder da minoria na Câmara, tanto na gestão de JK quanto no governo de Jânio Quadros, e líder do governo na Casa na gestão Jânio. Nesse mesmo período, se mostrou favorável a propostas importantes, como o projeto de reforma bancária, administrativa e tributária, a volta das relações diplomáticas internacionais com a União Soviética (estavam comprometidas desde 1947) e o sistema parlamentarista, implantado em 1961. Também foi contrário a uma proposta feita no mesmo ano pelo embaixador dos EUA, John Moors Cabot, de realizar uma intervenção em Cuba.
De 1964 a 1965 foi membro do Conselho Administrativo de Defesa Econômica (CADE). Foi um dos fundadores do MDB (Movimento Democrático Brasileiro) após a extinção dos partidos políticos imposta pelo Ato Institucional nº 2, no início do Regime Militar.

## Jurista, escritor e romancista
Nestor Duarte também foi professor da Faculdade de Direito da Universidade Federal da Bahia. Acabou se aposentando do cargo em 1964, quando se tornou professor emérito da instituição. Ele também foi reconhecido por seus trabalhos escritos, tanto na área do Direito quanto romances. Chegou a representar o estado da Bahia no I Congresso Brasileiro de Escritores, que aconteceu em São Paulo em 1945. Como jurista, além de escrever "Direito: Noção e Norma" e "A Ordem Privada e a Organização Política Nacional", também foi autor de "Diretrizes do Positivismo Jurídico" (1942) e "A Reforma Agrária" (1952).
Já como romancista, produziu três obras de ficção, retratando as agruras do sertão: "Tempos Temerários" (1958), "Cavalo de Deus" e "Gado Humano" (1936). Esta última  obra foi inclusive elogiada pelo cronista Rubem Braga.
Embora pouco numerosa, sua obra mereceu resenha do renomado Luis Recasens Siches em "Pensamento Jurídico do Século XX", e é ainda verbete da Enciclopédia Larousse.